# Герман I (пфальцграф Лотарингії)
Герман I Маленький (Ніжний) (нім. Hermann I. Pusillus; д/н — 996) — пфальцграф Лотарингії в 985—994 роках.

## Життєпис
Походив з роду графів Боннгау і Маасгау. Син Еренфріда II, графа Боннгау, та Ріхвари фон Цюльпіхгау. Дата народження невідома. Перша письмова згадка про Германа відноситься до 970 року, коли він став графом Боннгау. Оженився з представницею знатного швабського роду Діллінгенів.
Близько 975 року стає графом Айфельгау, а 976 року — Ґерресгайму (усі землі уздовж Рейну). У 985 році призначено пфальцграфом Лотарингії, але він фактично контролював лише східні землі. У 991 році стає графом Цюльпіхгау, а 996 року — Ауельгау. Послаблення центральної влади в Східно-франкському королівстві сприяло посиленню Германа I, який зумів 996 року передати владу в пфальцграфстві синові Еццо.

## Родина
Дружина — Гейльвіга.
Діти:
- Еццо (д/н—1034), пфальцграф Лотарингії
- Еццелін (д/н—1033), граф Цюльпіхгау
- Адольф, граф в Кельдахгау
- Ріхенца (д/н— після 1040), абатиса Нівельского монастиря в Брабанті